# Juan Antonio Paniagua
Juan Antonio Paniagua Arellano (Artajona, Navarra, 23 de agosto de 1920-Pamplona, 11 de febrero de 2010) fue un médico, profesor universitario y sacerdote católico español, incardinado en la Prelatura del Opus Dei. Especialista, reconocido internacionalmente en Arnau de Vilanova (c.1240-1311),una de las figuras más singulares de la intelectualidad europea en la transición del siglo XIII al XIV.

## Biografía
Juan Antonio nació en la localidad navarra de Artajona. Durante su juventud se trasladó junto con su familia a la localidad cántabra de Reinosa. Se licenció en Medicina en la Universidad de Valladolid (1945). En Valladolid se incorporó al Opus Dei en 1940, tras haber conocido a Josemaría Escrivá en la primavera de ese año, mientras estudiaba el segundo curso de Medicina.
En 1945 obtuvo el premio extraordinario de licenciatura en Medicina. En ese mismo año se trasladó a Madrid para hacer el doctorado con una beca de la Real Academia Nacional de Medicina. Su destino fue el Laboratorio de Patología del Metabolismo del Consejo Superior de Investigaciones Científicas que dirigía el profesor José Luis Rodríguez Candela. Se doctoró en la Universidad de Madrid (1948). Fue discípulo del médico y humanista Pedro Laín Entralgo, que le nombró secretario de la primera revista española de historia de la medicina: Archivos Iberoamericanos de Historia de la Medicina y Antropología Médica (fundada en 1949 y que posteriormente continuó publicándose con el nombre de Asclepio). Participó en la fundación de la Sociedad Española de Historia de la Medicina. 
En 1956, gracias a una beca de estudios, se trasladó a París, donde ayudó en los inicios de la labor apostólica del Opus Dei en Francia.En París contactó con historiadores europeos, —Guy Beaujouan (1925-2007), luego Profesor en la École Pratique des Hautes Études, Marie Therèse d’Alverny, Ernest Wickersheimer (1860-1965) discípulo francés del fundador del Instituto de Historia de la Medicina de Leipzig, Karl Sudhoff (1853-1938),especialistas en la ciencia medieval que, tras la Segunda Guerra Mundial, estaban construyendo la disciplina partiendo de nuevas bases documentales. Sus investigaciones  heurísticas le llevaron a demostrar que gran parte de las obras atribuidas a Arnau de Vilanova eran apócrifas, en particular las referentes a los aspectos más próximos al esoterismo.Paniagua fue el primero que en España utilizó los manuscritos como base de las investigaciones en historia de la medicina medieval.

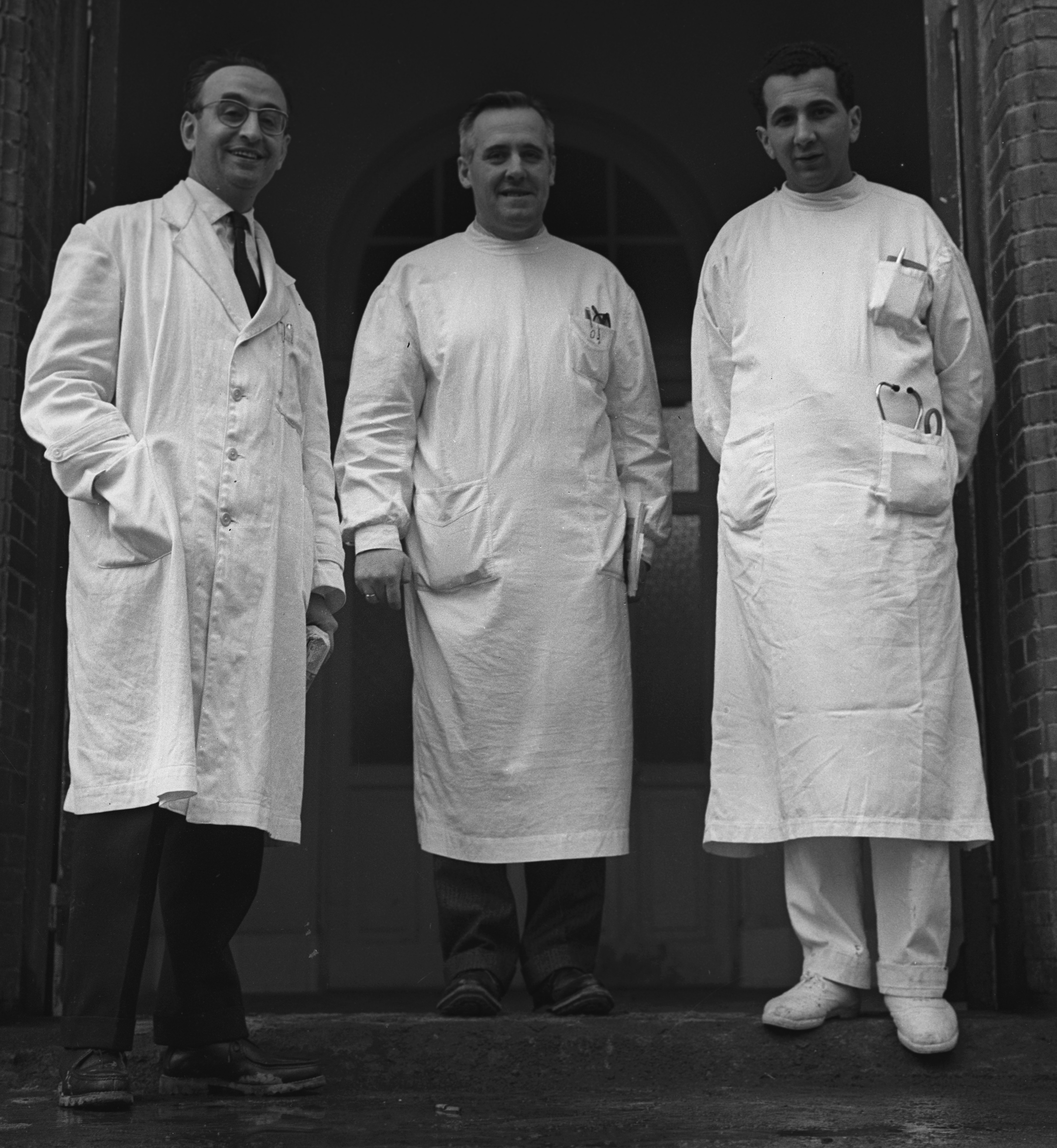
Los doctores Juan Antonio Paniagua, Eduardo Ortiz de Landázuri y José Luis Arroyo Carreras, en la puerta del pabellon F.

En 1960, ya de regreso a España, fue nombrado Secretario General de la Universidad de Navarra (1960-1966). En este centro académico fue profesor de Historia de la Medicina (1962-1992), de Deontología (1965-1972), y de Historia de la Farmacia (1970-1990).Desde su cátedra formó a un numeroso grupo de historiadores de la ciencia, que desarrollaron su labor académica e investigadora en diversas Universidades y Centros de Investigación españoles.Entre sus cualidades como maestro «destacaba su rigor y pulcritud como investigador; su audacia intelectual de pionero en la apertura y desarrollo de nuevos campos de investigación; su perspicacia e intuición a la hora de de formular en sus trabajos hipótesis y conjeturas que investigaciones posteriores han permitido confirmar; su apertura a la bibliografía internacional; su gusto y dominio de la lengua castellana, su elegante prosa y su vasta cultura humanística; y su generosidad intelectual materializada tanto en su dedicación docente, como en una actitud siempre atenta hacia discípulos y colegas que sometíamos a su opinión los resultados de nuestras investigaciones».
Tras recibir la ordenación sacerdotal en 1968, compaginó su actividad académica con su labor pastoral. Durante muchos años fue capellán de la Clínica Universidad de Navarra y allí continuó su trabajo sacerdotal hasta unos meses antes de su fallecimiento el 11 de febrero de 2010.

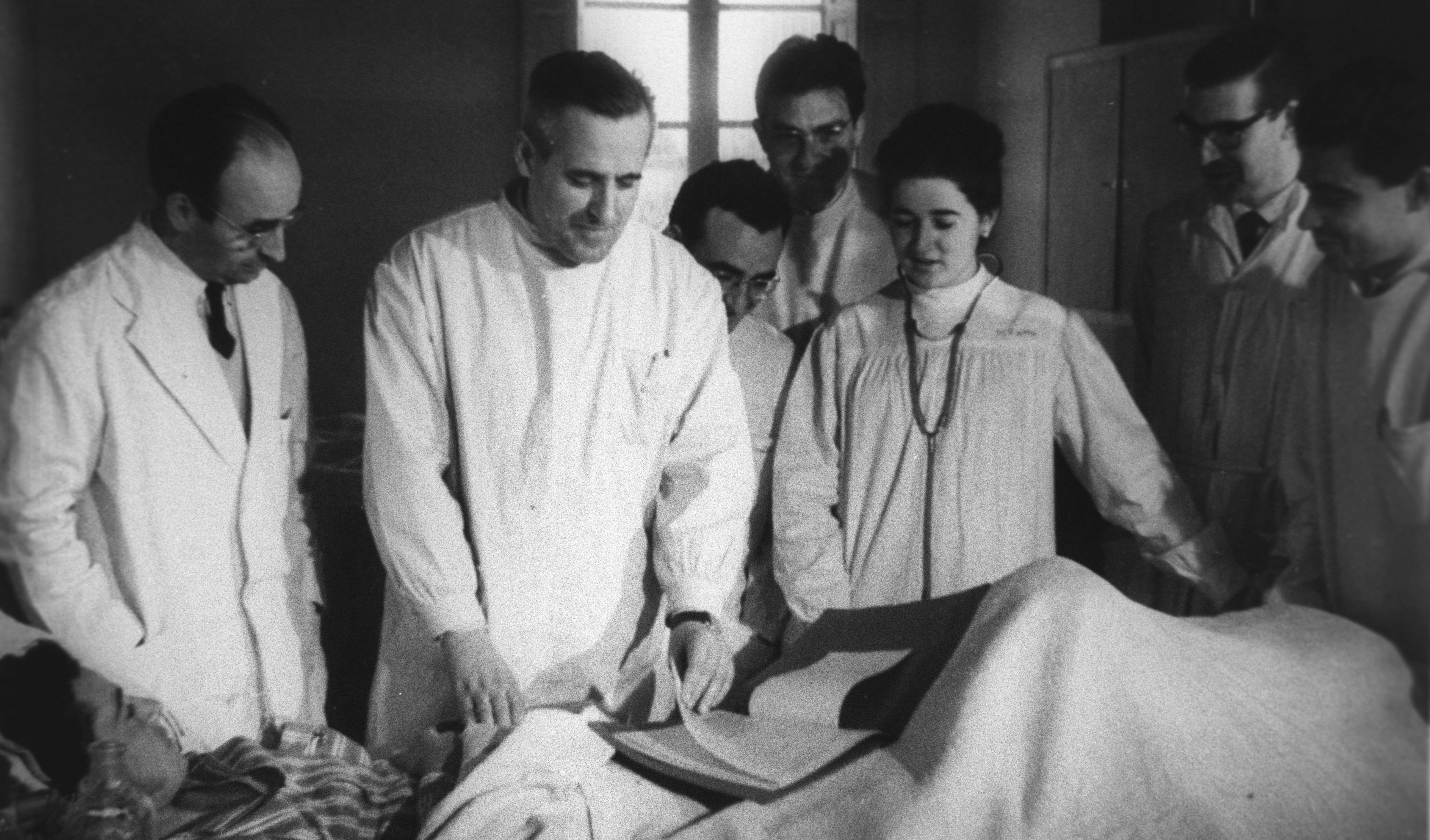
Prácticas de Alumnos de Medicina (Universidad de Navarra) con Doctores Eduardo Ortiz de Landázuri, Juan Antonio Paniagua, Federico Conchillo Teruel, José Javier Viñes, María Jesús de Meer, Jorge Alas Cañas y Antonio Vázquez.

## Publicaciones
Su producción científica (1949-1994), es consulta obligada para los historiadores de la medicina medieval. Entre otros, destaca:
- El maestro Arnau de Vilanova, médico, Valencia, Instituto de Historia de la Medicina, 1969, 2.ª ed. Una imprescindible biografía de Arnau de Vilanova.
- El doctor Chanca y su obra médica: vida y escritos del primer médico del Nuevo Mundo, Madrid: Instituto de Cultura Hispánica; 1977.
- La biografía y principales artículos sobre Arnau volvieron a publicarse en la década de 1990 integrando el volumen Studia Arnaldiana: trabajos en torno a la obra médica de Arnau de Vilanova, c.1240-1311, Barcelona: Fundación Uriach 1838; 1994.
- Arnaldi de Villanova Opera Medica Omnia (AVOMO). Un proyecto internacional de edición crítica y estudio de las obras médicas de Arnau de Vilanova, dirigido por Juan Antonio Paniagua, Luis García Ballester y Michael McVaugh (1975-2000). Se han publicado  trece volúmenes, a cargo de un amplio plantel interdisciplinar de investigadores europeos y norteamericanos. Además de sus funciones como integrante del equipo editorial general de las AVOMO, Paniagua se ocupó específicamente de la edición de la obra aforística de Arnau, recogida en los volúmenes VI.1 y VI.2 de esta colección: las Medica-tionisparabole, Barcelona: Universitat de Barcelona; 1990 y el Commentum in quasdam parabolas et alias aphorismorum series: aphorismi particulares, aphorismi de memoria, aphorismi extravagantes, Barcelona: Universitát de Barcelona-Fundació Noguera; 1993.